# کلیسای کاتوغیک تسیراناور آوان
کلیسای کاتوغیک تسیراناور آوان (ارمنی: Ավանի Սուրբ Աստվածածին Կաթողիկե Եկեղեցի) که با نام کوتاه کلیسای کاتوغیک تسیراناور هم شناخته می‌شود ،کلیسای مخروبه متعلق به سده ششم میلادی است که در ناحیه آوان ،ایروان پایتخت ارمنستان واقع شده‌است. این کلیسا پیش‌تر بنام سورپ هوانِنس ( یوحنای مقدس) معروف بوده‌است.این کلیسا کهن‌ترین کلیسای بجا مانده‌است که در سرحدات شهری (حومه) ایروان قرار دارد.
این کلیسا توسط امپراتوری روم شرقی و تحت فرمان جاثلیق هواننس باگاوانتسی ساخته شد. معماری و سبک این کلیسا شباهت زیادی با کلیسای واغارشاپات دارد

## نگارخانه

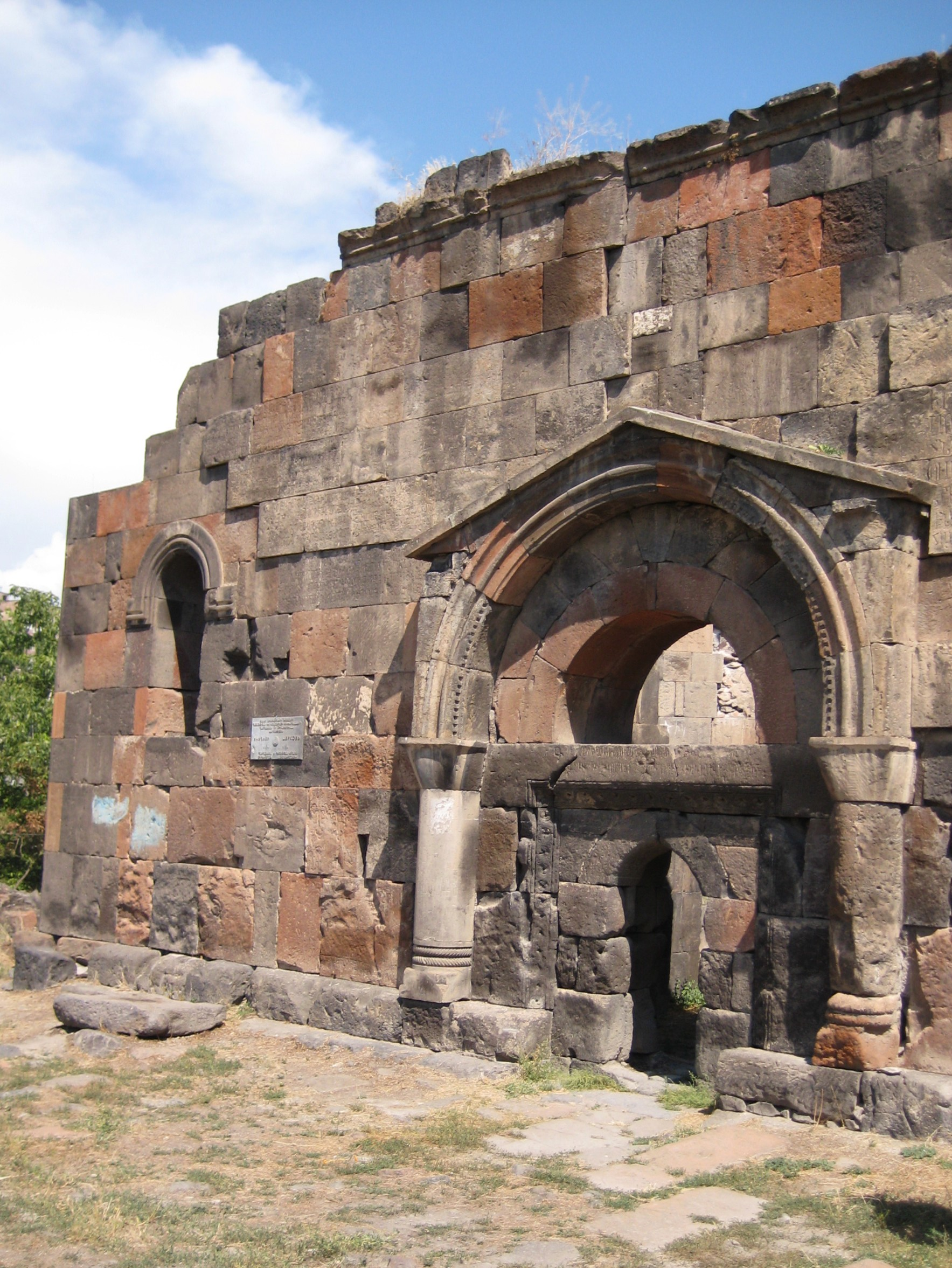
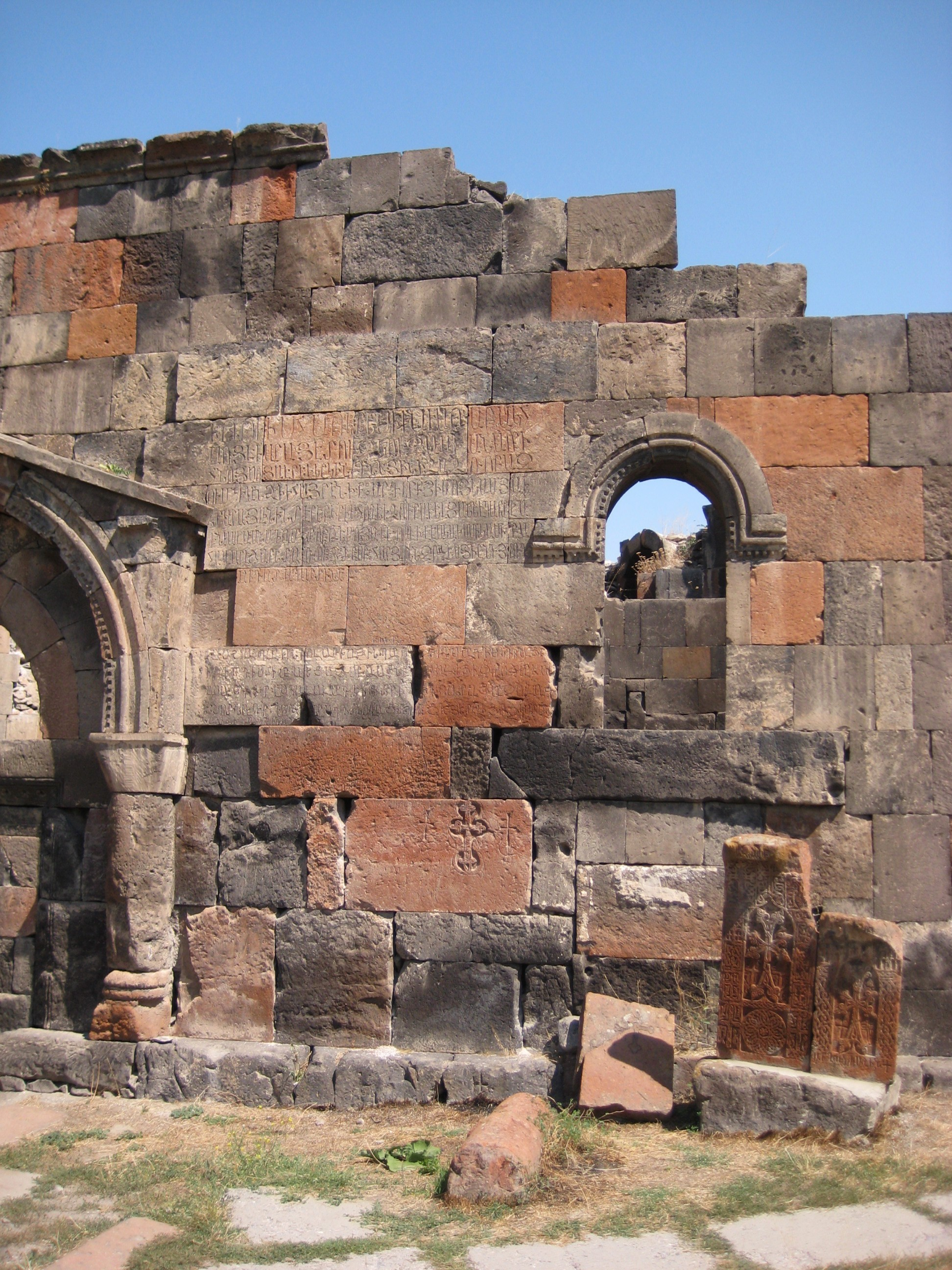
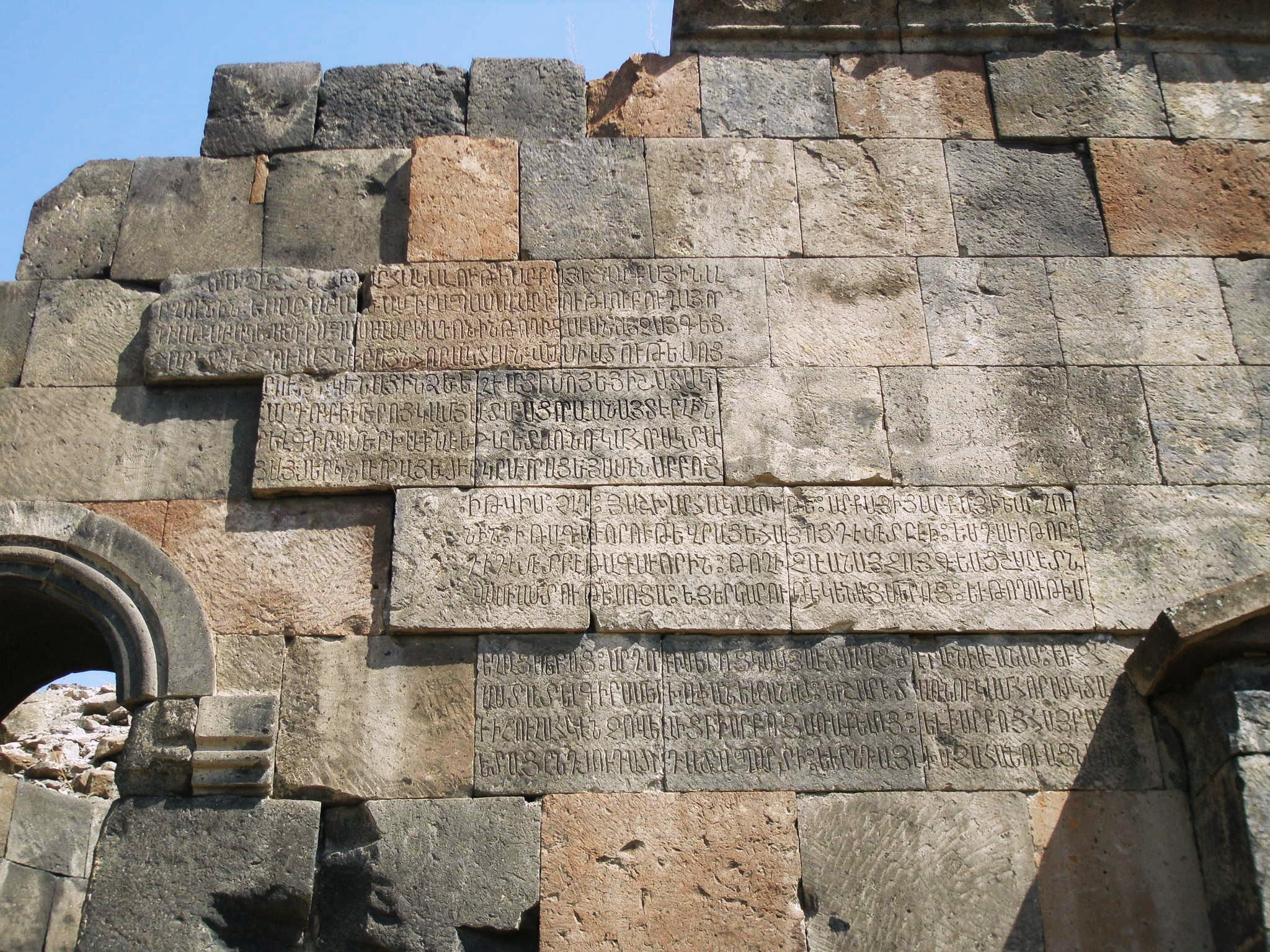
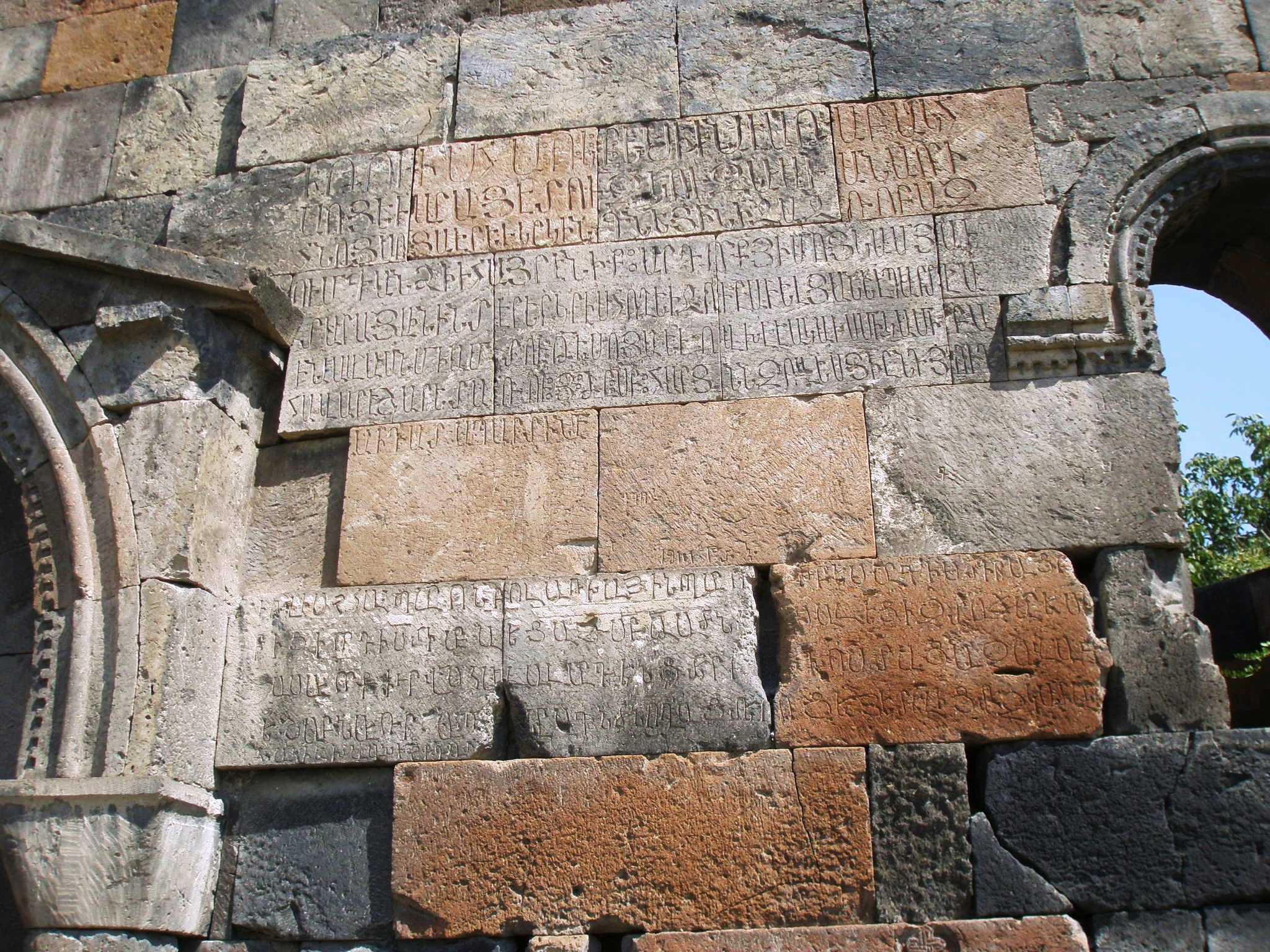
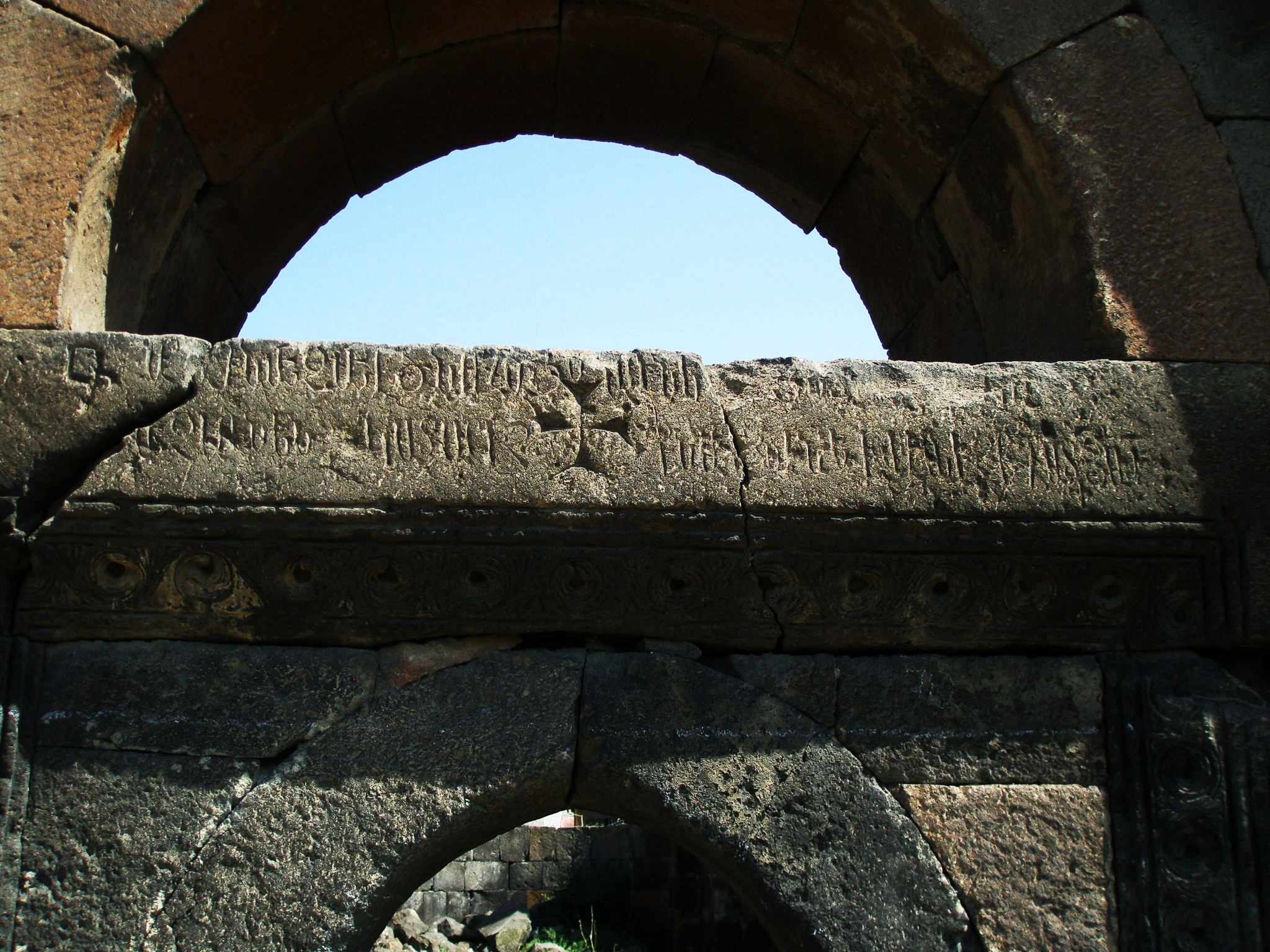
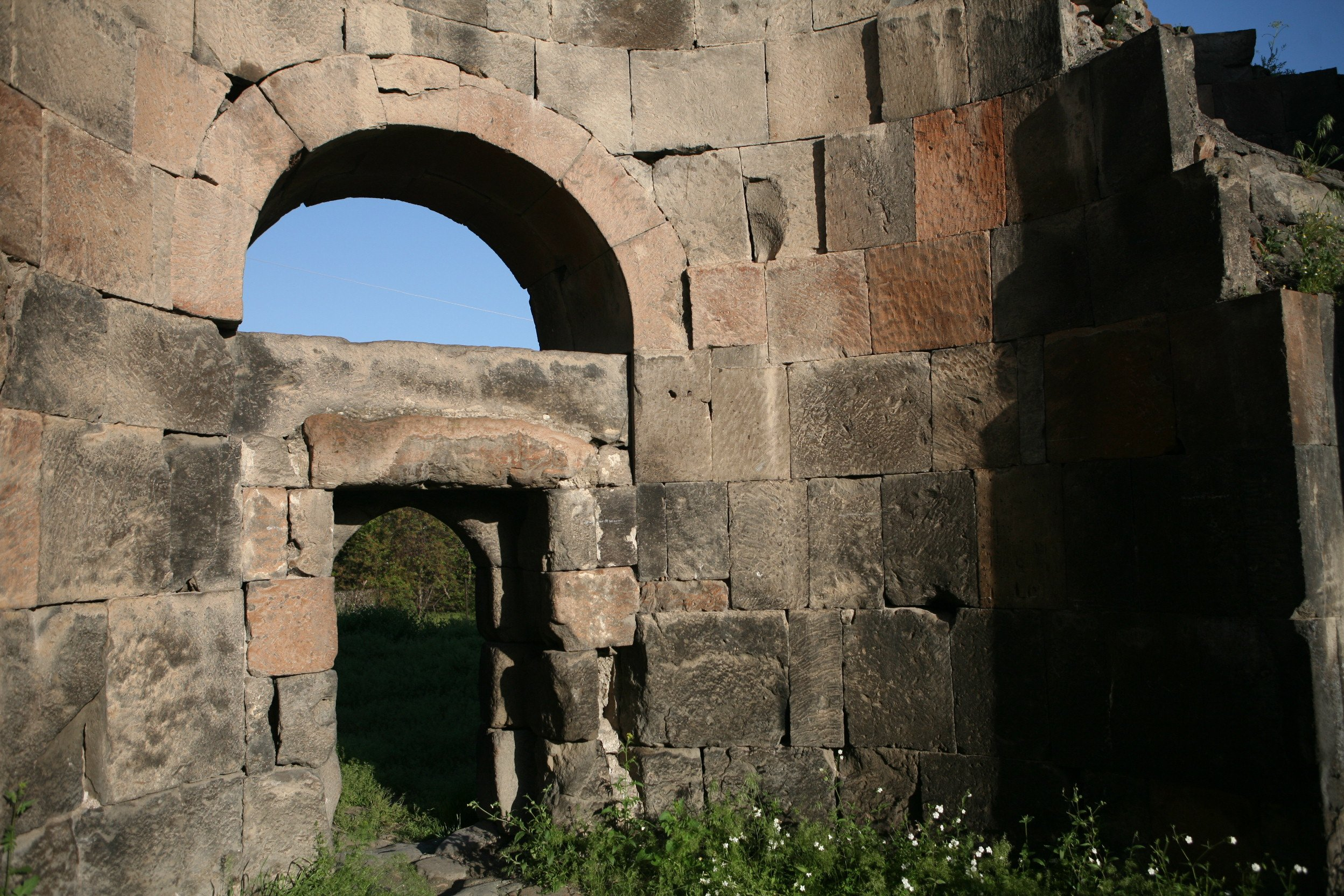
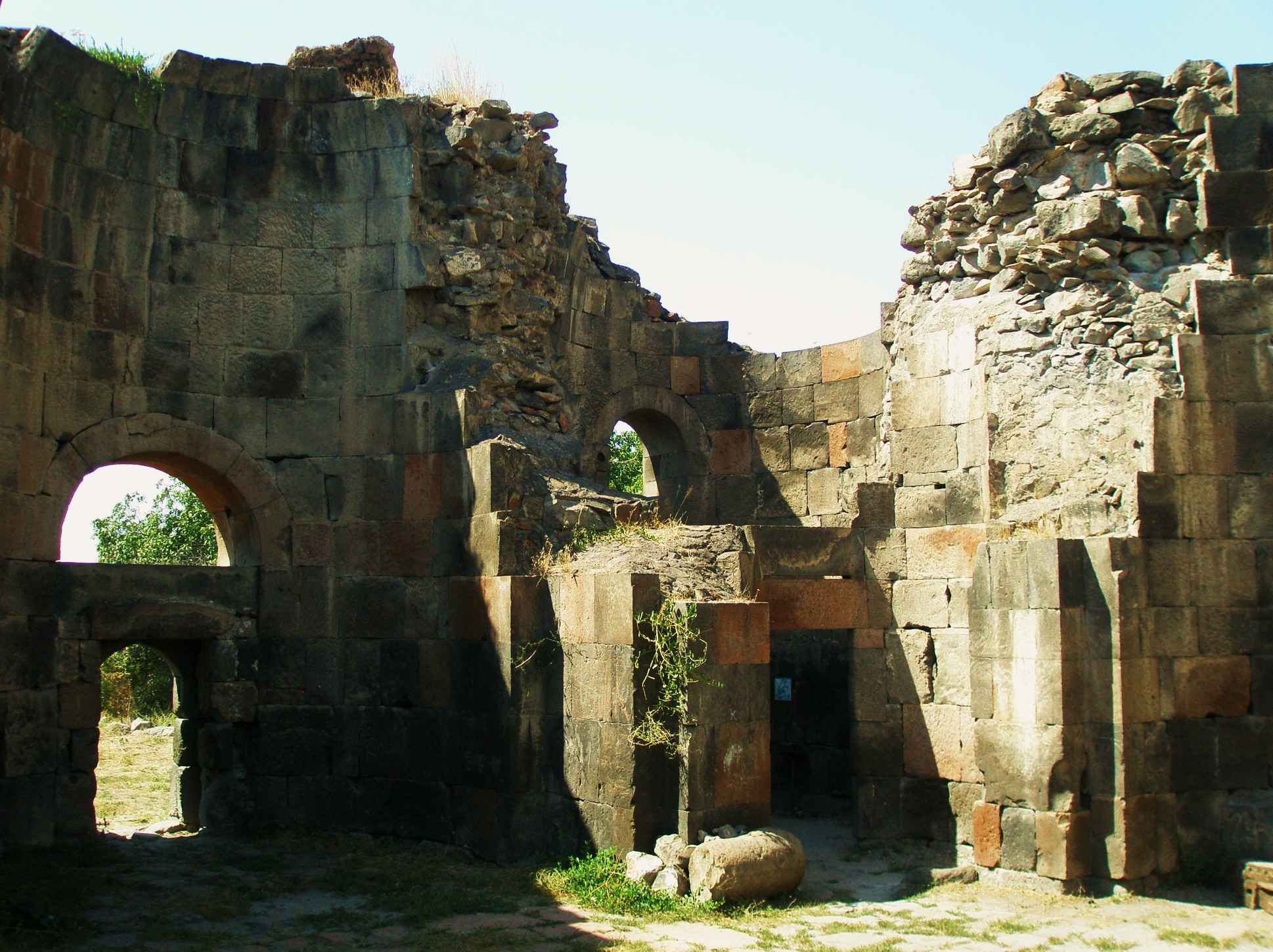
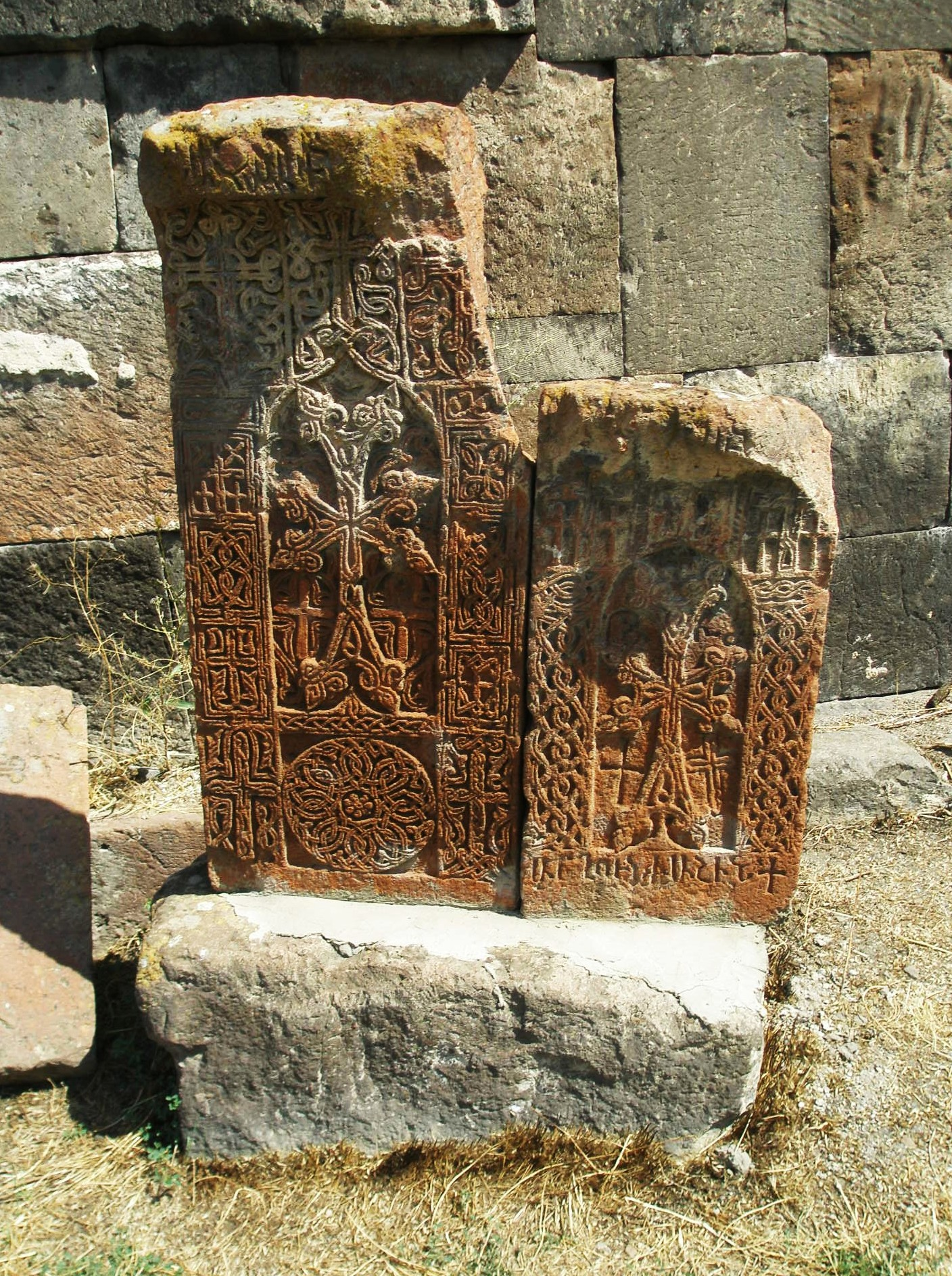